# Torás
Torás ist eine Gemeinde (Municipio) mit 268 Einwohnern (Stand: 2024) in der Provinz Castellón in der spanischen autonomomen Region Valencia. 

## Geographie
Torás liegt etwa 53 Kilometer westsüdwestlich der Provinzhauptstadt Castellón de la Plana und etwa 57 Kilometer nordnordwestlich von Valencia im Bezirk Alto Palancia in einer Höhe von ca. 775 m. 

## Sehenswürdigkeiten
- Quiterienkirche